# リーダー (記号)
リーダー（leader; lead（導く）から派生）は約物のひとつである。点々や点線などと呼ばれることもある。JIS規格では「リーダ」と表記されている。
日本語では多くの場合、文章中では無音の状態もしくは文の省略を表す。古来の日本語文書にはなく、欧文の翻訳文において三点リーダー（ ... ）の代わりとして使用され始め、純粋な日本語文書にも定着した約物であり、分離禁止文字の1種である。
数学においては、継続を示す目的で使用される。また、図表中では項目同士をつなげる記号として使われる場合がある。
JIS X 0208では二点リーダ（‥）と三点リーダ（…）のみが規定されており、JIS X 0208に対応したフォントを搭載した現代の一般的なコンピューターにおいても二点リーダー（‥）と三点リーダー（…）のみが利用可能となっているが、昔の活字や写植等のシステムでは二点・三点以外のリーダー（五点リーダーなど）も利用されていた。新聞では四点リーダーが使用されている例もある。
意図的に使い分ける執筆者もおり、例えば新井素子の小説『・・・・・絶句』（1987年）ではタイトルに「五点リーダー」、『あたしの中の……』（1977年）では「六点リーダー」の使用が指定されている。

## 用法
主な用法は以下の通り。一部はダッシュと同じような機能である。
間、静寂
- 会話の中で、無音の状態（数秒の間）を表す。
- 二点リーダーの長さにより、その時間の長さを表現できる。
- （例）「わかった…………、そうしよう。」
- （例）「なるほど。……そうなのか。」

時間の経過
- 時間の経過を表す。(余韻の意味が含まれる場合もある)
- （例）……そして3分後。
- （例）それから、100年もの時が過ぎた……。

余韻、感情
- 文の末尾で余韻を感じさせる。
- （例）数々の苦難を乗り越えて、約束の地ににたどり着いた……。

否定、変化
- 文の末尾で余韻を感じさせつつ、否定や変化させる。
- （例）死闘の末に、ついに宿敵を倒した……かに思われた。

長音
- 歌詞における、長い長音で用いる。
- んの長音で用いる。
- （例）ん……

省略
- 引用で文の一部を省略していることを示す。
- （例）書籍には「彼女があの日……と考えた」と記載されている。

具体例、候補
- いくつかの具体例や候補を挙げる際に、使う場合がある。
- （例）じゃがいも、にんじん、玉ねぎ……などの具材を使う。
- （例）素数は、2, 3, 5, 7, 11, 13, 17……といった数字が並びます。

記号
- 図や表で項目をつなぐ記号として使う。
- （例）バナナ……2本／リンゴ……5個／ブドウ……1房

## 表記方法
縦書きでは縦に点が並び、横書きでは横に点が並ぶように記す。日本語表記やマルチバイト文字のコードでは、原稿用紙マスの真中を通るように点を並べる。多くの欧文フォント、マルチバイト文字のコードであってもスマートフォンやタブレットのOSにおける描画では、ベースライン上に点が並ぶ（例としてiOSのメモ機能で入力したリーダーはInDesignなどのレイアウトソフトにペーストすると仮想ボディの中央に配置される）。
Unicodeには数学記号領域にU+22EF ⋯ midline horizontal ellipsisがあり、こちらはフォントによらず点が中央を通るが、句読点ではなく数学記号としての文字プロパティを持っているため、本文での使用は望ましくない。
「など」の2文字を略記する目的で、二点リーダーが使用されることもある。
紙媒体
原稿用紙で手書きをするときには、三点リーダーを2マス続けて書き入れるのが一般的だが、1946年（昭和21年）に文部省教科書局調査課国語調査室が作成した『くぎり符号の使ひ方〔句読法〕（案）』のテンテンの用例『（５）テンテン　……または…　　　テンセン　　………』と書かれていることから広まった可能性がある。なお、テンセンについては点9つで会話の無言の表現や、項目のつなぎに使うとされる。それ以前から植字の現場において、「ミ」等と誤植しないために複数マスにわたって書かれていればリーダーと判断が可能であることから、出版業界の慣習であったとする説もある。
デジタル媒体
コンピュータでも原稿用紙と同じく、三点リーダーを2文字分続けて表記する用法があるが、必ずしも徹底されているとは言えない。Web上においては、二点リーダーが使われたり、中黒（"・" 特に半角の"･"）や読点（"、"）を並べてあったり、中には句点（"。"）を並べる人もいる。
PC・スマートフォン等における入力時に、中黒3つによる表記が散見される（紙媒体においても）。

## 二倍リーダー
物書き・小説家・編集者などの間では、基本的な文章の作法として、文章中では2マス分使ってリーダーを2個つなげる二倍リーダー（二倍三点リーダー、二倍二点リーダー）の使用が推奨されている。実際に多くの作品では、この二倍リーダーが用いられており、出版業界においてはスタンダードである。
- 二倍三点リーダー

……
- 二倍二点リーダー

‥‥
しかし、必ずしも絶対的なものではなく、作法を無視した表現をしている作者や作品も少なくなく、意図的に二倍リーダーを使用しないことで既存にない作品表現を実現している場合もある。また、マンガ・テレビゲームなどの作品においては、この二倍リーダーは守られていないことが少なくない。また、新聞やSNSなどのように文字数が限られた媒体においても、同様である。
なお、日本産業標準調査会やW3Cなどの組版ルール上では必ず2個つなげなければならないというルールは無い。あくまで、出版業界における「慣習」であり、出版社や印刷会社における「校正ルール」として、2倍リーダーが推奨される。
この2個繋げ2倍ルールだが、本来は2倍ダッシュのルールである。活字組版において2倍ダッシュは、2倍角のボディでありルールというより物理的に分割不可能だった。そのため必然的にダッシュは基本2回繋げざるを得なかった。3点リーダー（…）には同じ物理制約は存在しないため、本ルールが誤って、あるいは運用上の統一のためにリーダーも適用された可能性がある。
また、3点リーダーは何も考えずに漫然に使うのではなく、文字表示領域に制限がある場合は、基本1つに統一して表示スペースの縮小に努める、文字表示領域が無限に取れる場合は、間の間隔を文字数で表現する等、媒体の都合やより良い表現を考慮し意図的に制御するのが理想である。
ただし、二倍リーダーに見慣れている読者からすると違和感や読みづらさを感じるため、この作法を守らない場合には、乱用しないよう注意が必要である。特に意図がない場合には、作法に従って2倍リーダーにしておくほうが無難である。
その他、この作法においては、2個・4個・6個……と偶数個にしていくのが基本ルールとされる。なお、分割禁止ルールの対象であり、二倍リーダー以上に連続する場合は分離できず、1行内に収めて記号を一体として扱う必要がある。

## 数学における用法
- あまりのあるわり算の「あまり」を表記する場合に三点リーダーが使用される。

14 ÷ 3 ＝ 4 ⋯ 2
継続することを示す目的で、三点リーダーか二倍三点リーダーが使用される。
- 小数以下が継続する場合に任意の桁の後に三点リーダーか二倍三点リーダーが使用される。
π = 3.141592653589793238462643383279……

- 数式において無限に継続することを示す場合は、最後の演算子を書いた上で、三点リーダーか二倍三点リーダーを書く
1 = 1/2 + 1/4 + 1/8 + ⋯

- 数式において継続する中間を省略することを示す場合は、演算子を書いた上で、三点リーダーか二倍三点リーダーを書き、演算子を書く
100! = 1 × 2 × ⋯ × 100

- 数列において継続する中間を省略することを示す場合は、カンマを書いた上で、三点リーダーか二倍三点リーダーを書く
N = {1 , 2 , … }

- 行列において中間を省略する場合に三点リーダーを書く。（行の省略は左端のみ縦三点リーダーを引くこともあるが、すべておよび斜め三点リーダーも引かれることもある）
{\displaystyle A={\begin{pmatrix}1&2&\cdots &10\\2&4&\cdots &20\\\vdots &\vdots &\ddots &\vdots \\10&20&\cdots &100\end{pmatrix}}}

## 欧文における類似の記号

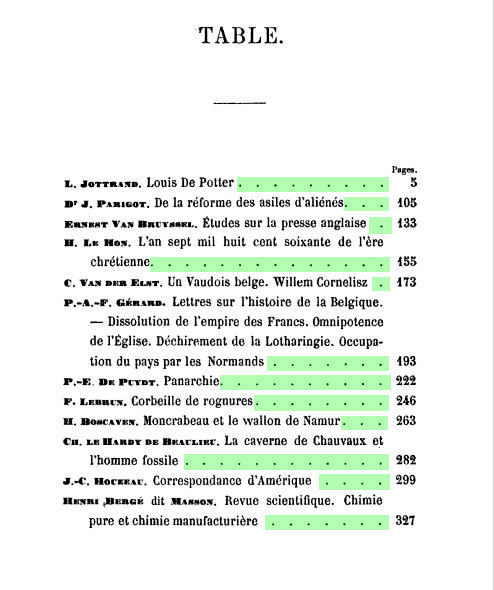
欧文における「リーダ」の使われ方

欧文における類似の記号として「dot-dot-dot」が存在する。これは「...」と言う形でピリオドを3つ連ねて省略を表すもので、「ellipses」とも通称される。欧文における「leader」は、本来は目次の項目とページ数を結ぶ際に用いられるような視線を誘導する記号を指し、点の数は3つに限らない。

## 符号位置
| 記号 | Unicode | JIS X 0213  | 文字参照                  | 名称                                                          |
| ---- | ------- | ----------- | ------------------------- | ------------------------------------------------------------- |
| …    | U+2026  | 1-1-36      | &hellip; &#x2026; &#8230; | 三点リーダ HORIZONTAL ELLIPSIS                                |
| ‥    | U+2025  | 1-1-37      | &#x2025; &#8229;          | 二点リーダ TWO DOT LEADER                                     |
| ⋮    | U+22EE  | -           | &#x22EE; &#8942;          | VERTICAL ELLIPSIS                                             |
| ⋯    | U+22EF  | -           | &#x22EF; &#8943;          | MIDLINE HORIZONTAL ELLIPSIS                                   |
| ⋰    | U+22F0  | -           | &#x22F0; &#8944;          | UP RIGHT DIAGONAL ELLIPSIS                                    |
| ⋱    | U+22F1  | -           | &#x22F1; &#8945;          | DOWN RIGHT DIAGONAL ELLIPSIS                                  |
| ︙   | U+FE19  | 1-1-36 包摂 | &#xFE19; &#65049;         | 三点リーダ PRESENTATION FORM FOR VERTICAL HORIZONTAL ELLIPSIS |
| ︰   | U+FE30  | 1-1-37 包摂 | &#xFE30; &#65072;         | 二点リーダ PRESENTATION FORM FOR VERTICAL TWO DOT LEADER      |